# ブレンダン・オーガスティン
ブレンダン・オーガスティン（Brendan Augustine、1971年10月26日 - ）は、南アフリカの元サッカー選手。元南アフリカ代表。ポジションはフォワード。

## 来歴
1993年に南アフリカ代表デビュー。アフリカネイションズカップ1998では5試合に出場、準優勝した。南アフリカとして初の出場となった1998 FIFAワールドカップでは2試合に出場した。南アフリカ代表で30試合に出場、4得点をあげた。

## 代表歴

### 出場大会
- 南アフリカ代表
  - 1998 FIFAワールドカップ

### 試合数
- 国際Aマッチ 30試合 4得点（1993年-1998年）[1]

| 南アフリカ代表 | 国際Aマッチ | 国際Aマッチ |
| 年             | 出場        | 得点        |
| -------------- | ----------- | ----------- |
| 1993           | 2           | 1           |
| 1994           | 6           | 1           |
| 1995           | 1           | 1           |
| 1996           | 2           | 0           |
| 1997           | 9           | 1           |
| 1998           | 10          | 0           |
| 通算           | 30          | 4           |